# Claudia Ramírez
Claudia Julieta Ramírez Valdez (Minatitlán, 30 de julho de 1964) é uma atriz mexicana.

## Biografia
Claudia inciou sua carreira de atriz em 1985, quando tinha 18 anos, ao lado da atriz Rebecca Jones, na telenovela El ángel caído. No ano de 1986, se mostrou no mundo do cinema com o longa metragem "Crónica de familia", no  qual ganhou um prêmio Ariel por melhor roteiro cinematográfico.
Entre 1987 e 1991, Claudia filmou cinco filmes mas que passaram sem pena nem glória: "Herencia maldita" em 1987, "La furia de un Dios" de 1988, "Luna de miel al cuarto menguante" em 1990, "El hijo de Lamberto Quintero" em 1990 e "Dentro de la noche" de 1991.
No ano de 1989, ela atuou na telenovela juvenil do momento, Morir para vivir, junto a atores como Eduardo Capetillo, Susana Dosamantes, Otto Sirgo e Erik Rubín, entre outros.
Já em 1991, novamente no cinema Claudia protagoniza o primeiro longa-metragem dos irmãos Cuarón, "Solo con tu pareja", com o atore Daniel Giménez Cacho. O filme ganhou muito reconhecimentos tanto no México como no exterior. Nessa mesmo ano Claudia tem papel de destaque na telenovela La Pícara Soñadora, protagonizada pelos falecidos atores Mariana Levy e Eduardo Palomo.
No ano de 1993, ela interpreta Julianita na telenovela Los parientes pobres, onde atua com a atriz e cantora Lucero e o ator Luis José Santander.
Em 1995 interpretou a protagonista da novela María José, junto com o ator Arturo Peniche.
Já no ano seguinte, em 1996, Claudia teve sua grande oportunidade protagonizando a bem sucedida telenovela Te sigo amando, na que atuou ao lado de dos atores Sergio Goyri, María Rojo e mas uma vez com Luis José Santander seu par romântico na telenovela. Apesar de todo êxito dessa telenovela, sabes se que Claudia teve muitos conflitos com a produção e com os atores durante as gravações, isso encurtou sua carreira na Televisa.
Em 1998 ela atuou em "El amor de mi vida", durante esse mesmo ano, Claudia gravou a telenovela "Demasiado corazón. Em 2001 protagonizou "Lo que es el amor", sendo esse seu último projeto na televisão.
Nos anos seguintes Claudia decide se retirar por um tempo do meio artístico para se dedicar a seu marido e sus dois filhos. Mas em 2006 ela regressa ao mundo da atuação com o longa-metragem "La balada de Ringo Starr".
Em 2007 Claudia volta a televisão para integrar o elenco de S.O.S.: Sexo y otros Secretos, onde interpreta Irene e atua com os atores Susana González, Julio Bracho e Benny Ibarra, entre outros.
Em 2008 apareceu no longa-metragem sobre a problemática da bulimia e a anorexia, "Malos hábitos" de Simón Bross, ao lado de Elena de Haro, Jimena Ayala e Marco Treviño. Em agosto do mesmo ano, Claudia regressa a televisão para gravar a segunda temporada de "S.O.S. Sexo y otros secretos".
Em 2014 regressa à Televisa como vilã na novela El color de la pasión.
Em 2015 integrou o elenco da novela Lo imperdonable

## Carreira

### Telenovelas
- Regalo de amor (2025)... Fausta Mondragón Villegas de la Vega
- Mi secreto (2022-2023)... Fedra Espinoza de Ugarte
- Fuego ardiente (2021)... Irene Ferrer
- La usurpadora (2019)... Jefa De Camilo
- La jefa del campeón (2018) ... Nadia Padilla de Linares
- Sin tu mirada (2017-2018) ... Prudencia Arzuaga de Ocaranza
- El hotel de los secretos (2016) ... Cecilia Gaitán
- Lo imperdonable (2015) ... Magdalena Castilla de Botel
- El color de la pasión (2014) ... Rebeca Murillo Rodarte de Gaxiola
- Infames (2012) ... María Eugenia Tequida
- Lo que es el amor (2002) ... Tania Lomelí
- Uroboros (2001) ... Angela
- El amor de mi vida (1998) ... Ana Valdez
- Demasiado corazón (1998) ... Natalia Solórzano
- Te sigo amando (1996)-(1997) ... Yulissa Torres Quintero
- María José (1995) ... María José
- Los parientes pobres (1993) ... Juliana Santos
- Triángulo (1992) ... Nina
- La pícara soñadora (1991) ... Rosa Fernández García
- Morir para vivir (1989) ... Andrea Quijano
- La indomable (1987) ... Nabile
- Lista negra (1987) ... Nora Capelli
- Juana Iris (1985) ... Montserrat
- El ángel caído (1985) ... Brenda Haro

### Séries
- Gritos de muerte y libertad (2010) ... Esposa de Riaño
- Ópera prima (2010) ... interpretando ela mesma
- Plaza Sésamo (2009) ... Clau
- S.O.S.: Sexo y otros Secretos (2007) .... Irene
- La Hora Marcada (1986)

### Filmes
- Dibujando el Cielo (2017) ... Anifer
- Juego Olimpio (1996)
- Repartidores de muerte (1993)  .... Claudia
- Três son peor que una (1992)
- Sólo con tu pareja (1991) .... Clarisa Negrete
- Dentro de la noche (1991)
- Luna de miel al cuarto menguante (1990)
- El hijo de Lamberto Quintero (1990)
- La furia de un Dios (1988)
- Herencia maldita" (1987)
- Cronica de Família (1986)  .... Maria Iturbide
- Dune (1984)